# Nagel (Fichtelgebirge)
Nagel (fränkisch oder oberpfälzerisch Nogl) ist eine Gemeinde im oberfränkischen Landkreis Wunsiedel im Fichtelgebirge. Der gleichnamige Hauptort ist ein staatlich anerkannter Erholungsort.

## Geografie
Nagel liegt an der Südseite des inneren Fichtelgebirges zwischen Kösseine und Hoher Matze und bildet dort den südlichen Eckpfeiler. Die Gregnitz durchfließt den Ort, der an der Staatsstraße 2665 Tröstau – Kemnath liegt.

### Gemeindegliederung
Es gibt neun Gemeindeteile (in Klammern ist der Siedlungstyp angegeben):
- Hohenbrand (Weiler)
- Lochbühl (Dorf)
- Mühlbühl (Dorf)
- Nagel (Pfarrdorf)
- Ölbühl (Dorf)
- Reichenbach (Dorf)
- Reissingerhöhe (Dorf)
- Steinloh (Einöde)
- Wurmloh (Dorf)

## Geschichte
Nagel wurde erstmals um 1200 in einem Zehentverzeichnis des Klosters Reichenbach am Regen erwähnt. Das heutige Gemeindegebiet gehörte ab dem 13. Jahrhundert den Herzögen von Bayern und kam 1329 zur pfälzischen Linie des Hauses Wittelsbach. In einem Grenzvertrag von 1536 wurde das Gebiet um Nagel in zwei Teile geteilt. Der größere Teil gehörte seitdem zu Bayern-Pfalz, der kleinere mit dem halben Dorf Reichenbach, einem heutigen Gemeindeteil, zum Markgraftum Bayreuth. 1803 kam das ganze Dorf an das preußische Fürstentum Bayreuth. 1810 wurde das Gemeindegebiet bayerisch.

### Einwohnerentwicklung
Die Gemeinde Nagel hatte zum Stichtag 31. Dezember 1960 noch 2089 Einwohner. Ab dem Jahr 2000 (2009 Einwohner zum 31. Dezember 2000) reduzierte sich die Einwohnerzahl deutlich auf lediglich 1692 im Jahr 2019. Dies entspricht einem Bevölkerungsrückgang von knapp 20 %.

## Politik
Dem Gemeinderat gehören nach der Wahl von 2020 einschließlich des Ersten Bürgermeisters 13 Mitglieder an:
- CSU: 8
- SPD: 3
- CWG: 2

Theo Bauer (CSU) war von September 1994 bis April 2020 Erster Bürgermeister. Seit dem 1. Mai 2020 ist nun Helmut Voit (CSU) Erster Bürgermeister.

## Verwaltung
Die Gemeinde ist ein Mitglied der Verwaltungsgemeinschaft Tröstau.

## Wappen
| Wappen von Nagel | Blasonierung: „Gespalten von Schwarz und Blau durch einen goldenen Nagel, der auf der mittleren Kuppe eines dreiteiligen goldenen Berges steht; vorne eine silberne Fichte, hinten schwebend ein silberner Rohrkolben mit zwei abhängenden Blättern.“ |
| Wappen von Nagel | |

## Kultur und Sehenswürdigkeiten

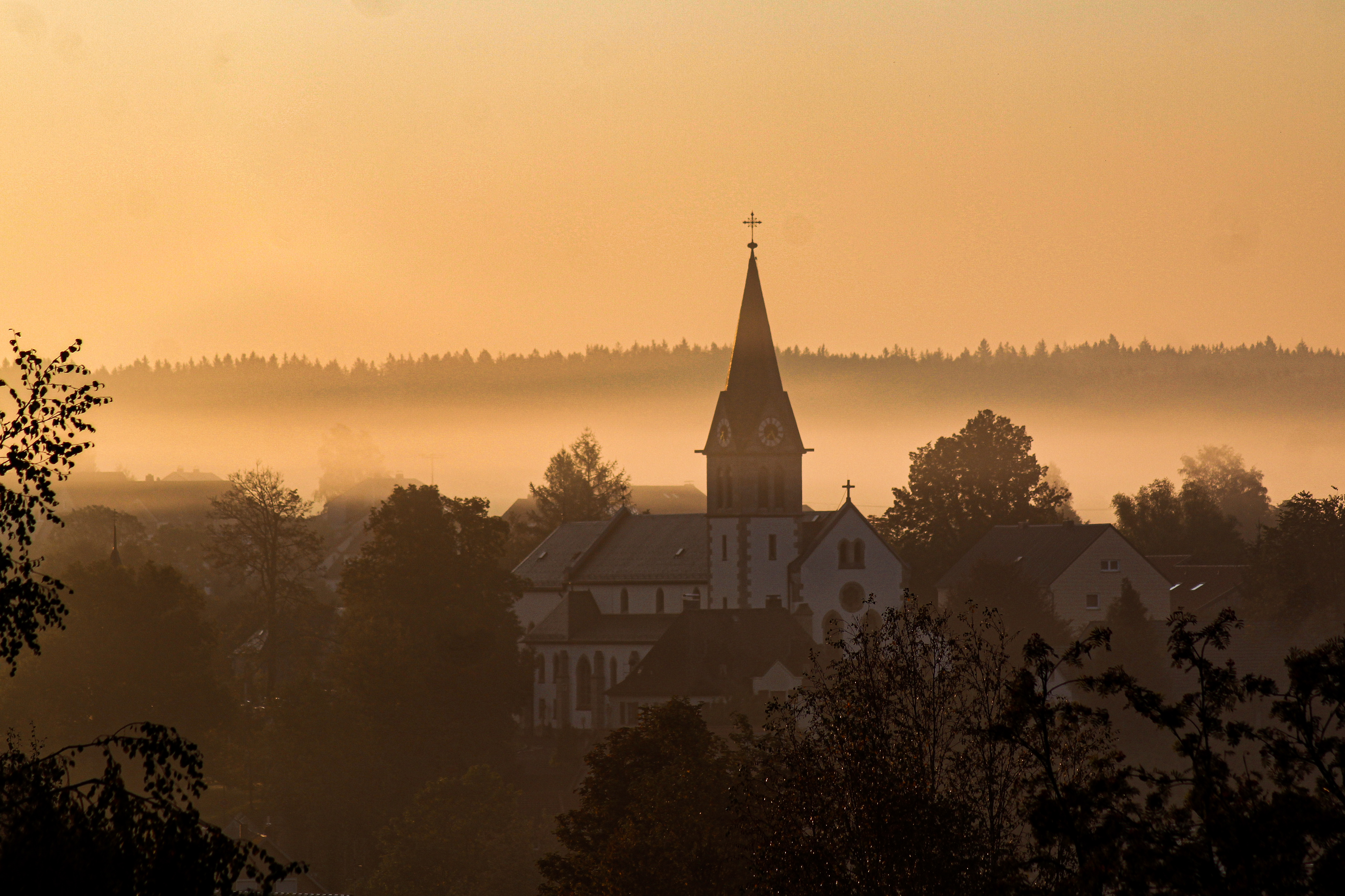
Die Maria-Rosenkranzkirche in Nagel

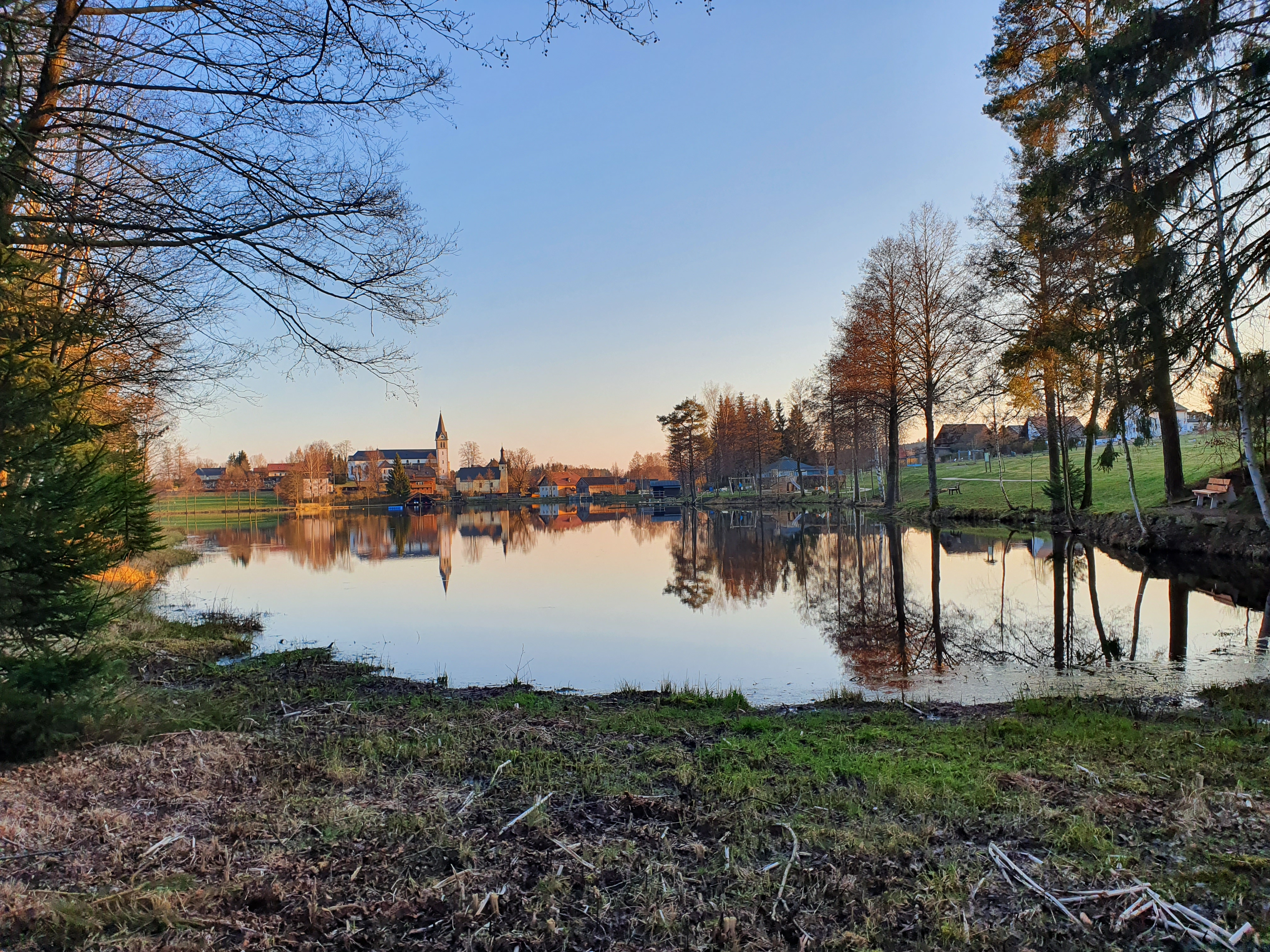
Blick auf den See im Sommer

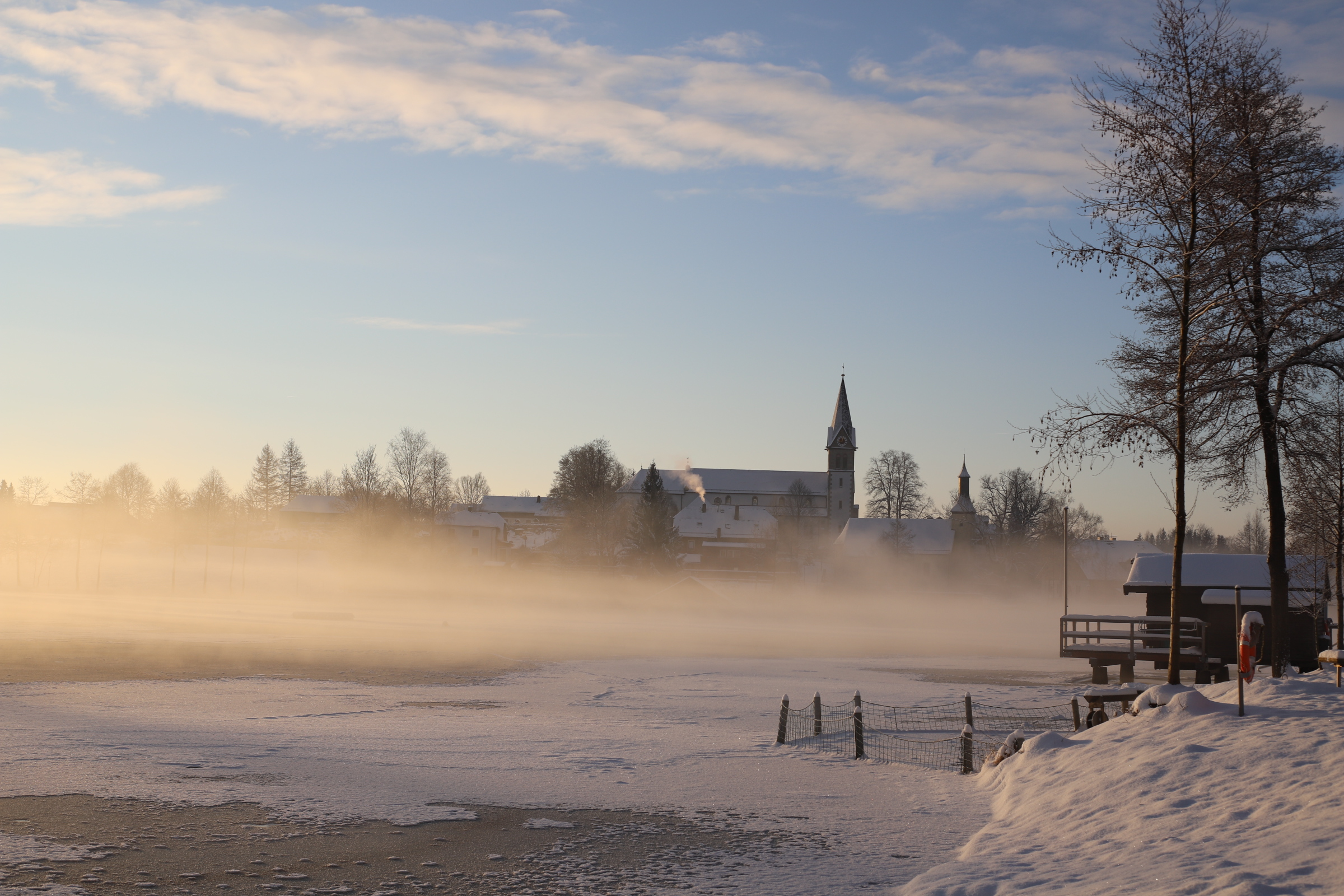
Der morgendliche Nagler See im Winter

### Kirchen und Heiligenfigur
- Katholische Pfarrkirche Maria Rosenkranzkönigin

1894/95 erbaut, 1986 renoviert; mit spätgotischer Holzfigur Madonna mit Kind von 1470; Kreuzigungsgruppe hinter dem Altar, Rosenkranzkönigin am Chorbogen
- Dreifaltigkeitskirche

(Alte Kirche); urkundlich 1740 genannt, später erweitert; Spätbarock, sehenswerte Innenausstattung
- St.-Nepomuk-Figur

auf der Gregnitzbrücke; um 1773

### Freizeitgestaltung
Nördlich der Gemeinde befindet sich der Nagler See. An dessen Ufer befindet sich eine Kneippanlage; an bestimmten Stellen kann gefischt werden.
„Das Teutsche Paradeiß“ ist ein Wanderweg um Nagel, der sich in drei Strecken aufteilt, Besuchern die Natur näher bringen soll und durch sämtliche Ortsteile führt. Er wird vom Fichtelgebirgsverein betreut und wurde unter anderem aus Mitteln der Europäischen Union finanziert.
Sehenswert sind im „Kräuterdorf Nagel“ der Duft- und Schmetterlingsgarten, der Zeit- und Erlebnisgarten und das Haus der Kräuter.

## Persönlichkeiten
- Ludwig Zier (* 1955), Schachspieler und Turnierorganisator